# Anomoia mirabilis
Anomoia mirabilis är en tvåvingeart som först beskrevs av Seguy 1934.  Anomoia mirabilis ingår i släktet Anomoia och familjen borrflugor. Inga underarter finns listade i Catalogue of Life.